# Simeonstiftplatz
Der Simeonstiftplatz ist ein Platz in der Trierer Innenstadt.
Zum Platz führte die Simeonstiftstraße (heutige Kutzbachstraße).

## Geschichte
Platz und Straße sind nach dem an den Platz angrenzenden Simeonstift, in dem das Simeonstiftmuseum untergebracht ist, benannt. Das Stift ist nach Simeon von Trier benannt, dem zu Ehren es Erzbischof Poppo von Trier errichtete.
Der Simeonstiftplatz hieß von 1943 bis 1945 offiziell „Ludwig-Christ-Platz“, benannt nach dem NSDAP-Politiker Ludwig Christ, der von 1933 bis 1938 Oberbürgermeister von Trier war.
2005 wurden bei Bauarbeiten Teile der Römischen Stadtmauer entdeckt. Der betreffende Bereich befindet sich im Gelände des Simeonstiftmuseums und ist dadurch museal konserviert.
Seit November 2009 ist der Platz autofrei. Zuvor wurde er als Parkplatz, vor allem für Reisebusse genutzt. Eine unberechtigte Benutzung als Parkplatz wird mit Pollern verhindert.

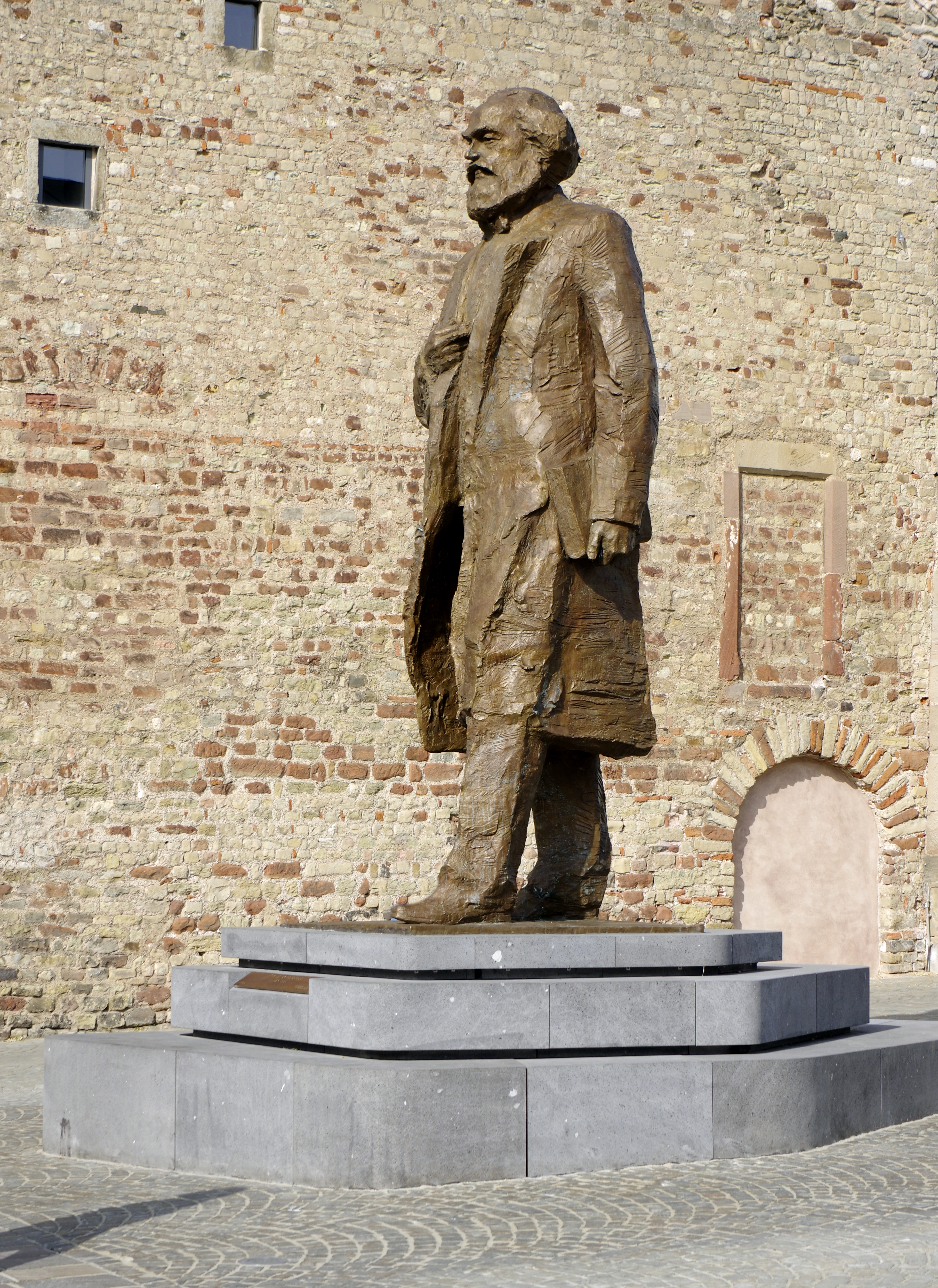
Karl-Marx-Statue

Zum 200. Geburtstag vom Karl Marx wurde am 5. Mai 2018 auf dem Platz eine Statue des berühmten Sohnes der Stadt enthüllt. Die fünf Meter fünfzig – eine Anspielung auf sein Geburtsdatum am 5. 5. (Monat und Tag) – hohe Bronzestatue des Künstlers Wu Weishan ist ein Geschenk der Volksrepublik China.
An der Ecke Kutzbachstraße/Simeonstiftplatz (früher Simeonstiftstraße 10, heute Simeonstiftplatz 1) stand das Geburtshaus der Schriftstellerin Clara Viebig. Das Anwesen wurde um 1957/58 abgerissen, gemeinsam mit weiteren Gebäuden an der Ostseite der Thomasgasse bzw. des Thomasgäßchens (heute Simeonstiftplatz). Auf dem Grundstück wurde 1972 ein Neubau fertiggestellt.

## Kulturdenkmäler
Am Platz befindet sich neben dem namensgebenden Stift auch die ehemalige Stiftskurie, die als zweigeschossiger traufständiger Putzbau von 1741 ausgeführt ist. In unmittelbarer Nähe des Platzes befindet sich ebenfalls die Porta Nigra.
|  | Simeonstiftplatz 2zweigeschossiger traufständiger Putzbau, über der Tür bezeichnet 1741, ursprüngliche Raumkonzeption, Treppenhaus, Stuckdecken, vermutlich ehemalige Stiftskurie des Simeonstiftes |
|  | Simeonstift Innenhof |

Ampel am Simeonstiftplatz mit Karl Marx als Ampelmännchen
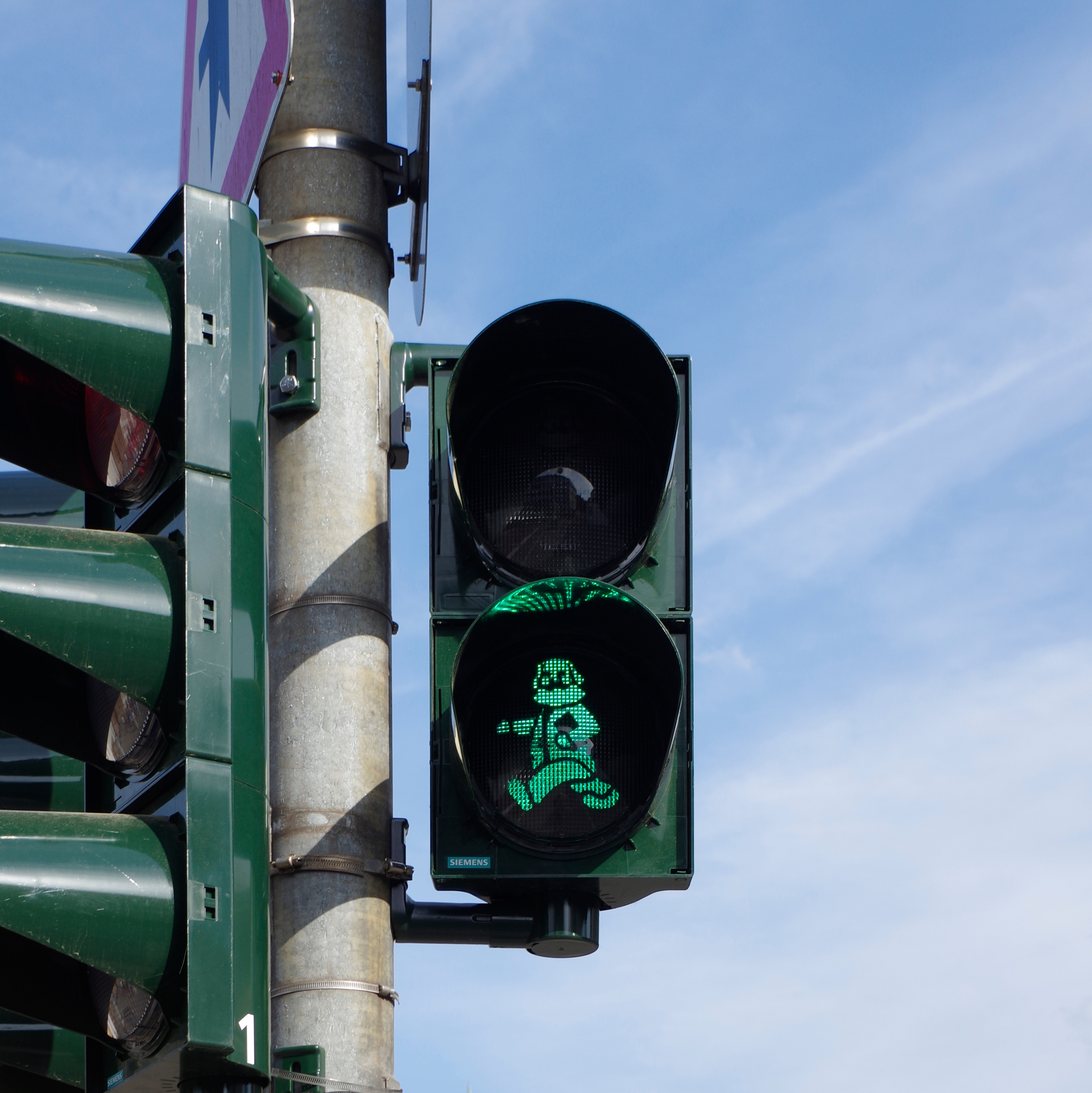
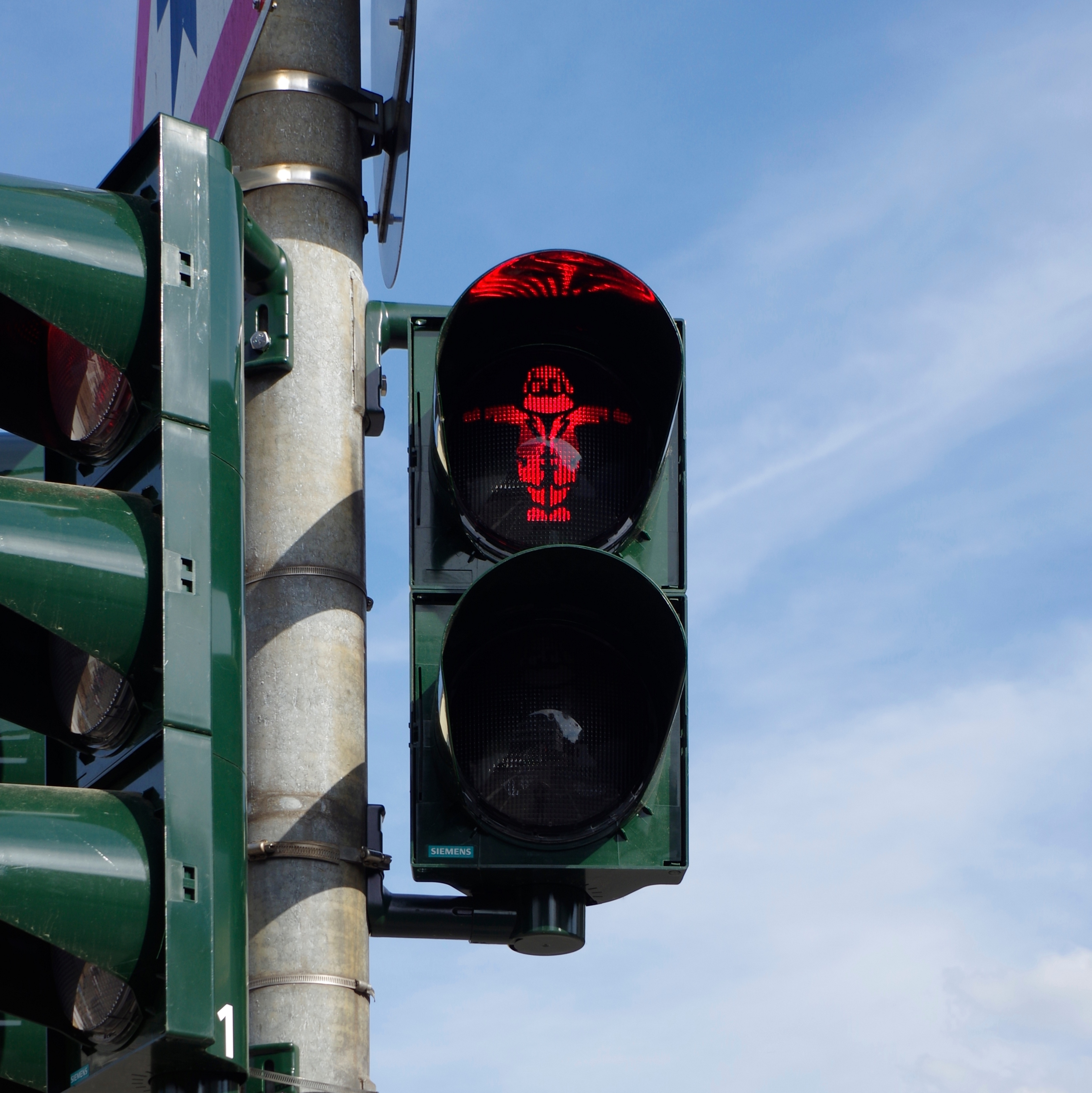